# پاراسنیا
پاراسنیا (به مجاری:  Parasznya) یک شهرداری در مجارستان است که در ناحیه میشکولتس واقع شده‌است. پاراسنیا ۱۶٫۸۲ کیلومتر مربع مساحت و ۱٬۲۹۴ نفر جمعیت دارد.